# Реликтовая липовая роща
Рели́ктовая ли́повая ро́ща — объект реликтового происхождения, участок с естественным произрастанием липы сердцевидной в Убинском районе Новосибирской области. Роща сохранилась с доледникового периода. В то время климат в Сибири был более влажным и тёплым.

## Описание
Реликтовая липовая роща расположена в труднодоступном месте посреди Сенчинского болота на водоразделе рек Омь и Каргат, к северо-востоку от Убинского озера. Территориально роща относится к Убинскому району. Это единственный участок в Новосибирской области с естественным произрастанием липы, так как все остальные посадки — дело человеческих рук.
Площадь рощи — 550 квадратных метров. На начало XXI века в роще росло около 40 лип. Некоторые деревья набрали высоту 15—18 метров, диаметр ствола составлял от 19 до 29 см. Липы растут в окружении берёз и осин.
Возраст рощи составляет несколько миллионов лет. В плиоцене в Сибири преобладали широколиственные леса из клёна, дуба, липы, произрастали секвойя, туя, грабы, каштаны. Около миллиона лет назад наступило похолодание, которое ознаменовало начало ледникового периода. В результате главными древесными породами Сибири стали лиственница, пихта, сосна, берёза, а липа и прочие широколиственные породы исчезли. Растущая в настоящее время в Сибири липа в основном посажена человеком.
В XVIII веке исследователи Сибири обнаружили, что среди сибирской тайги встречаются островки липы. Впервые такая роща была описана путешественником П. С. Палласом в 1770 году. Первоначально считалось, что эти рощи представляют собой одичавшие насаждения заброшенных пасек, пока не выяснилось, что это сохранившиеся участки давно исчезнувших широколиственных лесов. Впоследствии обнаружили некоторые отличия от европейской сердцелистной липы и выделили в отдельный вид — «липа сибирская» (Tilia Sibirica Bayer).
Реликтовая липовая роща была открыта в 1928 году членом Русского географического общества А. М. Жарковой. На данный момент остаётся неизвестным, почему остаток третичного леса сохранился именно в этом месте.
Сохранение реликтовой рощи чрезвычайно важно для изучения климата и природы Новосибирской области и Западной Сибири.

## Легенды о роще
В Сибири существуют легенды о «чёрной берёзе», растущей в укромных, отдалённых местах.

Раньше в этих местах росла чёрная берёза и жил народ чудь. Чудь жила здесь вплоть до того времени, пока берёза была чёрной, а когда берёза посветлела и чёрная берёза вся исчезла, то чудь ушла из этих мест, а кто не ушёл, тот либо весь погиб, либо сам себя похоронил. Но и ныне ещё, если повезёт, можешь встретить чёрную берёзу.

Л. В. Хомич в книге «Ненцы. Историко-этнографические очерки» пишет: «Отметим также, что почти во всех сведениях, касающихся сихиртя, этот этноним употребляется как равнозначный этнониму чудь. Тот древний загадочный народ, который ненцы называют сихиртя, русские называют чудью».
А. Казаркин, «Преданья старого тракта»

«Выросла белая берёза в урмане, и Чудь поняла, что придёт белый царь и завоюет весь край»….

Писатель А. С. Грин отмечал, что слышал на горнорудном Урале рассказ о золотом кладе, зарытом у «чёрной берёзы».
Существует предположение, что «чёрная береза» в преданиях, а затем в литературных произведениях — это сибирская реликтовая липа. Липа немного похожа на берёзу формой листьев и силуэтом дерева, отличаясь чёрным стволом. Человек, выросший в Сибири и видевший только берёзы, встретив в тайге похожее на берёзу дерево с чёрным стволом, вполне мог назвать его «чёрной берёзой».

## Другие реликтовые участки
В России также есть ещё несколько мест, в которых произрастают реликтовые липовые рощи:
- Винновская роща (Ульяновская область)
- Липовый остров на Аргазинском водохранилище (Челябинская область)
- Кузедеевский липовый остров (Кемеровская область)
- Липовая роща в заповеднике Столбы (Красноярский край)
- Небольшие участки в Алтайском крае
- Бакшеевские липняки в Усть-Ишимском районе Омской области